# Limnetron
Genre
Limnetron est un genre de libellules de la famille des Aeshnidae (sous-ordre des Anisoptères, ordre des Odonates).

## Systématique
Le genre Limnetron a été créé en 1907 par le zoologiste et botaniste allemand Friedrich Förster (d) (1865–1918).

## Liste d'espèces
Selon BioLib (2 mai 2022) :
- Limnetron antarcticum Förster, 1907
- Limnetron debile (Karsch, 1891)

## Publication originale
- (de) F. Förster, « Neotropische Libellen », Entomologisches Wochenblatt (Insekten-Börse), Stuttgart, vol. 24,‎ 1907, p. 166-167 (lire en ligne).